# Sersophane
Sersophane is het vierde studioalbum van de Zweedse muziekgroep Gösta Berlings Saga. Het album is gedurende mei 2015 opgenomen in Studio Rymden met aanvullende opnamen in de Studio Pelikaan (oktober 2015-mei 2016). Ook bij dit album was Mattias Olsson van Änglagård betrokken. Het album bevat net als vorige albums instrumentale rockmuziek met een sterk repetitief karakter.

## Musici
- Alexander Skepp – drumstel, percussie, synthesizers
- Einar Baldursson – gitaar
- David Lundberg – Fender Rhodes, mellotron, synthesizers
- Gabriel Tapper (alias van Gabriel Hermansson) – basgitaar, baspedalen (Moog Taurus)

Met
- Mattias Olsson – percussie Channeling the sixth extinction en Fort Europa

## Muziek
| Nr. | Titel                           | Duur  |
| --- | ------------------------------- | ----- |
| 1.  | Konstruktion                    | 2:59  |
| 2.  | Sersophone                      | 8:04  |
| 3.  | Fort Europa                     | 8:06  |
| 4.  | Dekonstrktion                   | 3:33  |
| 5.  | Channeling the sixth extinction | 15:15 |
| 6.  | Naturum                         | 1:04  |